# Tin Srbić
Tin Srbić, né le 11 septembre 1996 à Zagreb, est un gymnaste croate. Champion du monde de la barre fixe en 2017, médaillé d'argent aux Jeux olympiques de Tokyo de 2020, il est désigné sportif croate de l’année en 2017, 2019 et 2021.

## Biographie

### Jeunesse
Tin Srbić commence la gymnastique à l'âge de 4 ans. Deux ans plus tard, ses entraîneurs remarquent des qualités et l’entraînent de manière plus sérieuse. À six ans, il se blesse au coude à la barre fixe et créé une peur de l'agrès. De nouveau blessé à l’âge de 13 ans au coude, le jeune gymnaste ne peut plus s'entraîner que sur la barre fixe pendant un an et demi, agrès qui devient son agrès de prédilection. Il s'entraîne également dans le même centre d'entraînement que Marijo Možnik qui devient champion d'Europe à la barre fixe en 2015, lui prouvant qu'il peut suivre le même chemin.

### Carrière sportive
Lors de la Coupe du monde de gymnastique artistique de 2017, Tin Srbić apparait peu à peu comme un concurrent sérieux au podium, terminant sixième à Bakou puis deuxième à Doha après avoir réussi un score de 14,400, battu de peu par Xiao Ruoteng. Plus jeune compétiteur en finale de la barre fixe, il remporte le titre lors des Championnats du monde 2017 à Montréal pour sa première participation. Son succès représente une grande première et le plus grand succès de la gymnastique croate,.
Après son titre de champion du monde de gymnastique, Tin Srbić est désigné athlète croate de l'année devant Luka Modric. Il rencontre également le premier ministre croate et de nombreux vedette olympiques et est invité dans de nombreuses émissions de télévision et de radio.
En 2018, il termine en quatrième position des championnats du monde, au pied du podium.
Il est médaillé d'argent en barre fixe lors des Championnats d'Europe de gymnastique artistique 2019 et lors des Championnats du monde de gymnastique artistique 2019.
Aux Championnats d'Europe de gymnastique artistique masculine 2020, il obtient la médaille d'argent à la barre fixe. 
Lors du concours de barre fixe des Jeux olympiques de Tokyo, organisés en 2021, Tin Srbić remporte une médaille d'argent en égalant son meilleure score en carrière avec 14,900,.
Porte-drapeau de la délégation croate aux Jeux méditerranéens de 2022, organisés à Oran en Algérie, il se plaint publiquement des conditions d'accueil, critiquant la nourriture, la propreté des chambres et le confort général.
Aux Championnats d'Europe de gymnastique artistique 2023, il obtient la médaille d'or à la barre fixe.

## Palmarès

### Jeux olympiques
- Tokyo 2020
  -  médaille d'argent à la barre fixe

### Championnats du monde
- Montréal 2017
  -  médaille d'or à la barre fixe

- Stuttgart 2019
  -  médaille d'argent à la barre fixe

### Championnats d'Europe
- Szczecin 2019
  -  médaille d'argent à la barre fixe

- Mersin 2020
  -  médaille d'argent à la barre fixe

- Antalya 2023
  -  médaille d'or à la barre fixe